# Maudgalyayana
Maudgalyayana, també conegut popularment com Mahamaudgalyana, va ser un dels deixebles més propers de Gautama Buda. És considerat el segon dels dos principals deixebles masculins de Buda; el primer és Sariputra. Com s'esmenta al Cànon Pali i en altres escriptures budistes, Maudgalyayana era conegut per la seva pietat filial, i també va transferir els seus mèrits a la seva mare.
Maudgalyayana i Śāriputra tenen una profunda amistat espiritual. Es representen en l'art budista com els dos deixebles que acompanyen Buda i tenen funcions complementàries com a professors. Com a professor, Maudgalyayana és conegut pels seus poders psíquics, i se’l representa sovint utilitzant-los en els seus mètodes d'ensenyament. En molts primers cànons budistes, Maudgalyāyana és fonamental per tornar a unir la comunitat monàstica després que Devadatta provoqués un cisma. A més, Maudgalyāyana està relacionat amb relats sobre la creació de la primera imatge de Buda. Maudgalyāyana mor a vuitanta-quatre anys, a causa d'un atac d'una secta rival. Aquesta mort violenta es descriu en les escriptures budistes com a resultat del karma de Maudgalyāyana per haver matat els seus propis pares en una vida anterior.
A través de textos post-canònics, Maudgalyāyana es va fer conegut per la seva pietat filial per haver transferit el seus mèrits a la seva mare. Això va conduir a una tradició en molts països budistes coneguda com a festival dels fantasmes, durant el qual la gent dediquen els seus mèrits als seus avantpassats. Tradicionalment també s’ha associat Maudgalyāyana amb la meditació i de vegades en texts Abhidharma, i també amb l'escola Dharmaguptaka. Al segle xix, es van trobar relíquies que se li atribueixen, que han estat àmpliament venerades.

## Persona
En el Cànon Pali, es descriu que Maudgalyāyana tenia un color de pell com un lotus blau o un núvol de pluja. La tradició oral a Sri Lanka diu que això va ser perquè va néixer a l'infern en moltes vides. L'erudit de Sri Lanka, Karaluvinna, creu que originalment que la seva pell no era blava. Al Cànon Mahāsāṃghika, s'afirma que era "bell de mirar, agradable, savi, intel·ligent, ple de mèrits ...", com va ser traduït per André Migot.
En alguns registres xinesos, el nom del clan Maudgalyāyana s’explica com a referent a un llegum, que va ser menjat per un avantpassat del clan. Tanmateix, l'indòleg Ernst Windisch va relacionar la vida de Maudgalyayana amb la figura de Maudgalya (Mugdala) que apareix a l'obra èpica sànscrita Mahabharata, que explicaria el nom. Windisch creia que el relat de l'endeví Maudgalya havia influït en el de Maudgalyayana, ja que tots dos es relacionen amb un viatge al cel. No obstant això, l'escriptor Edward J. Thomas ho va considerar improbable. Windisch va considerar Maudgalyāyana una persona històrica.

## Vida

### Trobada amb Buda
Segons els texts budistes, Maudgalyāyana neix en una família braman del poble Kolita (potser avui dia Kul), a partir del qual també és anomenat. La seva mare és una dona bramina anomenada Mogallāni i el seu pare és el cap del poble de la casta kxatriya (guerrer). Kolita neix el mateix dia que Upatiṣya (pali: Upatissa; més tard conegut com Śāriputra), i els dos són amics de la infància. Kolita i Upatiṣya desenvolupen un interès per la vida espiritual quan són joves. Un dia mentre assisteixen a un festival un sensació de desencís i urgència espiritual els supera: volen deixar enrere la vida mundana i començar la seva vida espiritual amb el vagabund mendicant Sañjaya Vairatiputra (pali: Sañjaya Belatthiputta). Als cànons Theravāda i Mahāsāṃghika, Sañjaya es descriu com a professor a la tradició escèptic indi, ja que no creu en el coneixement ni en la lògica, ni respon a preguntes especulatives. Com que no pot satisfer les necessitats espirituals de Kolita i Upatiṣya, se'n van. Al Cànon Mūlasarvāstivāda, el relats xinesos i tibetans, tanmateix, es representa com un mestre amb qualitats admirables com a visió meditativa i el zel religiós. Tanmateix, cau malalt i mor, provocant que els dos deixebles mirin més enllà. En alguns relats, fins i tot arriba a predir la vinguda de Buda a través de les seves visions.
Independentment, Kolita i Upatiṣya se'n van i continuen la seva recerca espiritual, dividint-se en direccions separades. Acorden que el primer a trobar l'"ambrosia" de la vida espiritual li dirà a l'altre. El que segueix és el relat que fa que Kolita i Upatiṣya es refugiïn amb Buda, que es considera un element antic de la tradició textual. Upatiṣya coneix un monjo budista anomenat Aśvajit (pali: Assaji), un dels primers cinc deixebles de Buda, que camina per rebre almoina dels devots. A la versió de Mūlasarvāstivāda, Buda l'ha enviat allà per ensenyar Upatiṣya. La serena deportació d'Aśvajit inspira Upatiṣya a apropar-se a ell i aprendre més. Aśvajit li diu que s'acaba d'ordenar i que només pot ensenyar una mica. A continuació, expressa l'essència de l'ensenyament de Buda amb aquestes paraules:
| «                                            | De tots els fenòmens sorgits d'una causa El Mestre n'ha explicat la causa; I també explica com arribarà cada un al seu final, Perquè tal és la paraula del savi. | » |
| — Traduït originalment per T. W. Rhys Davids | |   |

Aquestes paraules ajuden Upatiṣya a assolir la primera etapa del camí espiritual budista. Després d'això, Upatiṣya explica a Kolita sobre el seu descobriment i Kolita també arriba a la primera etapa. Els dos deixebles, juntament amb els cinc-cents estudiants de Sañjaya, s'ordenen com a monjos amb el Buda a Veṇuvana (pali: Veḷuvana). Des del moment de la seva ordenació, Upatiṣya i Kolita passen a denominar-se Śāriputra i Maudgalyāyana, respectivament, sent "Maudgalyāyana" el nom del clan de Kolita. Després d'haver-se ordenat, tots excepte Śāriputra i Maudgalyāyana aconsegueixen l'etapa d'arhat (pali: arahant; última etapa d'il·luminació). Maudgalyāyana i Śāriputra aconsegueixen la il·luminació una o dues setmanes després, Maudgalyāyana a Magadha, en un poble anomenat Kallavala. En aquell moment, la somnolència li impedeix avançar en el camí. Després de tenir una visió del Buda que li aconsella com superar-lo, té un gran avenç i aconsegueix la il·luminació. En alguns relats, es diu que medita sobre els elements en el procés. Al Comentari al Pali Dhammapada, es fa la pregunta de per què els dos deixebles aconsegueixen la il·luminació més lentament que els altres antics estudiants de Sañjaya. La resposta donada és que Śāriputra i Maudgalyāyana són com reis, que requereixen un temps més llarg per preparar-se per a un viatge que els plebeus. En altres paraules, el seu assoliment és més profund que els altres estudiants i, per tant, requereix més temps.
La breu declaració d'Aśvajit, coneguda com a Ye Dharma Hetu ("De tots els fenòmens..."), tradicionalment s’ha descrit com l'essència de l'ensenyament budista i és el vers més inscrit a tot el món budista. Es pot trobar a totes les escoles budistes, està gravat en molts materials, es pot trobar a moltes estàtues de Buda i stūpas (estructures amb relíquies), i s’utilitza en els seus rituals de consagració. Segons l'indòleg Hermann Oldenberg i el traductor Thanissaro Bhikkhu, els versos es van recomanar en un dels edictes de l'Emperador Aixoka com a tema d'estudi i reflexió. El paper de l'estrofa no és entès del tot pels estudiosos. A part de la naturalesa complexa de la declaració, també s'ha observat que mai no s'ha atribuït a Buda, cosa que indica que era el propi resum o parafraseig d'Aśvajit. L'indòleg T.W. Rhys Davids creia que el breu poema podria haver causat una impressió especial a Maudgalyāyana i Sariputta, a causa de l'èmfasi en la causalitat típica del budisme. El filòsof Paul Carus va explicar que l'estrofa era una resposta atrevida i iconoclàstica a les tradicions vèdiques, ja que "repudia els miracles de la interferència sobrenatural en reconèixer sense reserves la llei de causa i efecte com irrefragable", mentre que professor japonès de Zen D. T. Suzuki va recordar l'experiència que està més enllà de l'intel·lecte, "en què una idea segueix una altra en seqüència per acabar en conclusió o judici".
Encara que en la tradició pali, Maudgalyāyana es descriu com un arhat que ja no tornarà a renéixer, a les tradicions Mahayāna això de vegades s'interpreta de manera diferent. Al Sutra del Lotus, capítol 6 (Atorgament de la profecia), es diu que Buda prediu que els deixebles Mahākasyapa, Subhuti, Mahakatyayana i Maudgalyāyana es convertiran en Budes al futur.